# Deep Space Transport
La Deep Space Transport (DST), anche chiamata Mars Transit Vehicle, è un velivolo concettuale interplanetario per equipaggio della NASA per missioni scientifiche esplorative verso Marte fino a 1000 giorni di percorrenza.
Sarebbe composto da 2 elementi: una capsula Orion e un modulo abitativo.
Da aprile 2018, la DST è ancora rimasta a livello concettuale come progetto da studiare, e la NASA non lo ha proposto ufficialmente nel nuovo budget annuale del governo federale.
Il DST dovrebbe partire e tornare dalla futura piattaforma Lunar Orbital Platform-Gateway (LOP-G) che servirà  per le nuove missioni verso Marte.